# Bunde (instrument)
Pour les articles homonymes, voir Bunde.
Les bunde ou « tambours luo » est un instrument de musique traditionnel originaire du Kenya. C'est une batterie composée de six tambours (bunde au pluriel et bul au singulier) de différentes tailles et, parfois, d'un idiophone jouée par les Luo du lac Victoria. Quelques joueurs les réclament comme les précurseurs de la batterie de jazz moderne.

## Facture
Ancestralement composés d'un fût en tonneau de bois, ils sont, actuellement, faits à partir de bidons en métal, de tailles différentes. Ils sont couverts de peau de vache, qui est légèrement plus épaisse que la peau de chèvre et donc plus résiliente. L'idiophone est un tambour à fente.

## Composition
- Les petits tambours sont appelés sukuti ;
- l'idiophone en rondin est appelé muriempe ;
- la grosse caisse est appelée mabumbumbo.

## Jeu
Chaque caisse repose à même le sol sauf le mabumbumbo qui est posé sur un trépied. Elles sont jouées par un joueur utilisant des bâtons en bois. Cet instrument ancestral est surtout utilisé dans les cérémonies séculières et régulières. Il a directement été remplacé par la batterie de jazz moderne dans la musique benga bien que cette dernière n'utilisait pas d'instruments à percussion à ses débuts.